# 立花橋 (長良川)

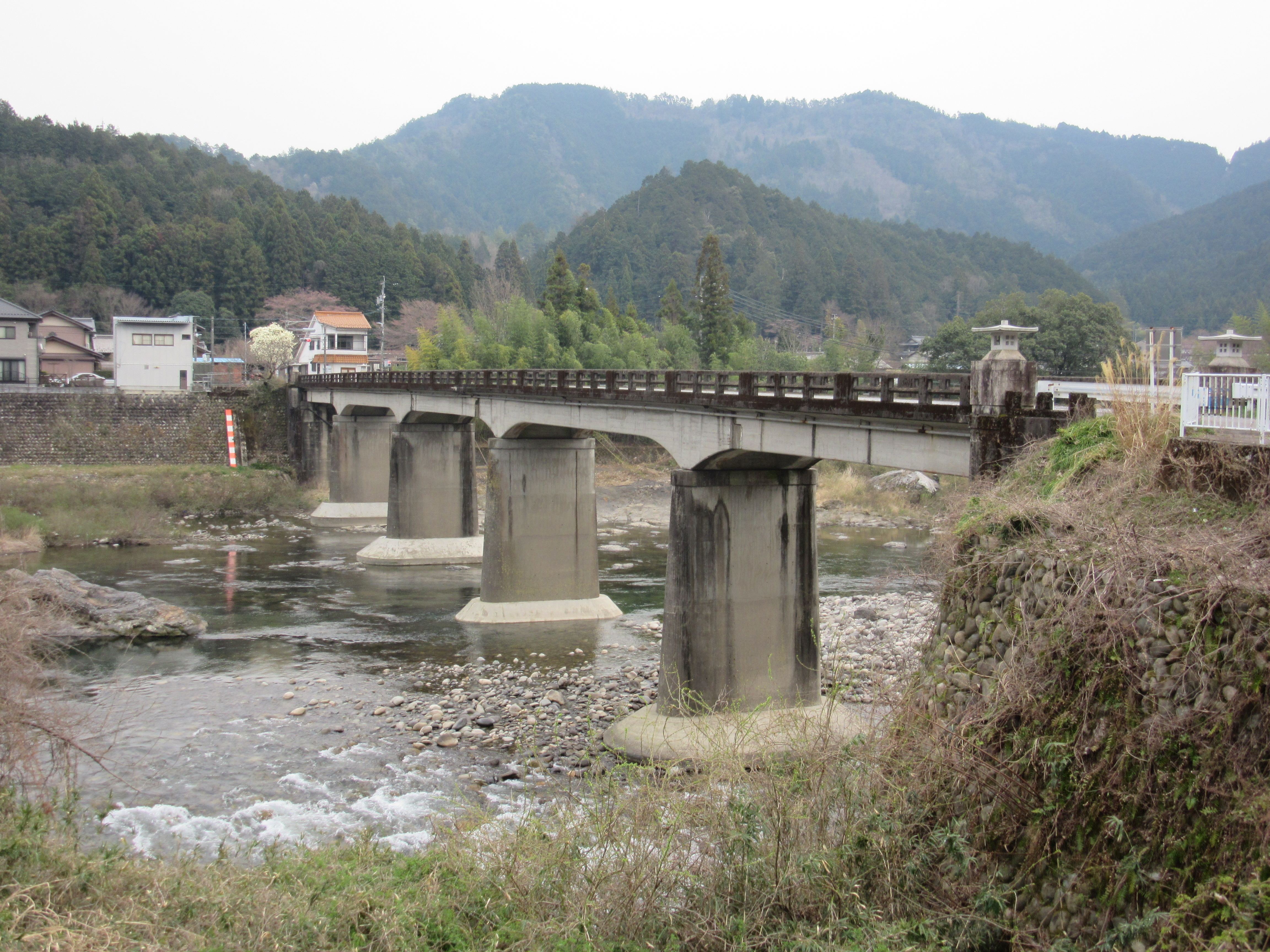
立花橋（美濃市）

立花橋（たちばなばし）は、岐阜県美濃市の長良川にかかる市道の橋である。現在の橋は2代目である。
長良川鉄道越美南線 湯の洞温泉口駅の近くにあり、湯の洞温泉へのアクセス道路でもある。長良川に架かるRC橋としては古い物である。

## 概要
- 初代（木造の吊橋）供用開始：1920年（大正9年）に開通。
- 2代目供用開始：1938年（昭和13年）に開通。
- 橋長：106.0m
- 幅員：5.5m
- 橋梁形式：ゲルバー式RC橋
- 所在地：岐阜県美濃市立花 - 岐阜県美濃市保木脇